# Inga-Britt Ahlenius
Inga-Britt Monica Stigsdotter Ahlenius, född Grigholm den 19 april 1939 i Karlstad, är en svensk ämbetsman. Hon har tjänstgjort på Finansdepartementet, Riksrevisionsverket och Förenta nationerna samt ingick i den utredning vars rapport ledde till EU-kommissionen Santers avgång 1999.

## Utbildning
Ahlenius tog civilekonomexamen vid Handelshögskolan i Stockholm.

## Arbetsliv
Ahlenius första anställning var på Handelsbanken.
Hon var anställd vid Finansdepartementet från 1975 och var åren 1987–1993 departementets budgetchef.

## Generaldirektör för Riksrevisionsverket 1993–2003
Därefter var hon generaldirektör och chef för Riksrevisionsverket 1993–2003. Hon bidrog verksamt till att riksrevisionen överflyttades till att lyda under riksdagen i stället för som tidigare under regeringen.
Ahlenius ingick i den utredning som tillsattes av Europaparlamentet och som undersökte misstankar om korruption och nepotism inom Europeiska kommissionen. Utredningens rapport ledde till att kommissionen Santer tvingades avgå år 1999.
I samband med att hennes förordnande som generaldirektör för Riksrevisionsverket gick ut blottlades en kontrovers mellan Ahlenius och finansministern Bosse Ringholm.

## Chef för revisionsmyndigheten i Kosovo
Efter att förordnandet som generaldirektör gått ut blev Ahlenius chef och ansvarig för den nya revisionsmyndigheten i Kosovo under FN:s administration den 1 november 2003 vilket fortgick under ett års tid.

## Undergeneralsekreterare för FN:s internrevision
I april 2005 utnämndes hon till undergeneralsekreterare för FN:s internrevision OIOS (Office of Internal Oversight Services), FN:s tredje högsta ämbete. Svensk press noterade då att Ahlenius inte blev nominerad till tjänsten av Sverige utan av USA och sedermera godkänd av FN:s generalförsamling.
Då hon avgick från posten i juli 2010 efter fullgjorda fem år skrev hon en intern promemoria som riktade skarp kritik mot FN:s generalsekreterare Ban Ki-moon, vilket läcktes. Det blev mycket uppmärksammat. Internt kallades hon "Ms Fearless".
Hon skrev boken Mr Chance, där titeln är en ironisk allusion till filmkomedin Välkommen Mr. Chance med Peter Sellers i huvudrollen.

## Övriga uppdrag
Ahlenius har varit styrelseledamot i Auditing Standards Committee of the International Organization of Supreme Audit Institutions (INTOSAI) och Governing Board of the European Organization for Supreme Audit Institutions (EUROSAI).  Ahlenius är sedan 1993 ledamot av Ingenjörsvetenskapsakademien. Hon är hedersdoktor vid Lunds universitet och sedan 2005 vid Kungliga Tekniska högskolan. Sedan våren 2013 innehar hon en gästprofessur vid Handelshögskolan i Göteborg.. 

## Media (intervjuer etc)
Sommaren 2006 var hon en av sommarvärdarna i Sveriges Radio P1.
Den 11 november 2010 intervjuades hon i Gomorron Sverige i SVT 1 och uttalade bland annat, att korruptionen är mycket mer utbredd i Sverige än vad som är allmänt känt. Det gäller framför allt den "mjuka korruptionen", där toppviktiga befattningar och andra omotiverade favörer utdelas inom vänskapskretsen.
I en intervju 2015 med anledning av korruptionsärendet i FIFA 2015 föreslog Ahlenius att man vid utredningen skulle bortse från oskuldspresumtionen och att de anklagade skulle bevisa sin oskuld.
Idag (2022) är Ahlenius kolumnist på Svenska Dagbladet och medverkar i podden Veckopanelen hos Kvartal.

## Priser
- 2011 – Det värmländska yttrandefrihetspriset Magganpriset.[11]
- 2012 – Årets Republikan av Republikanska föreningen[12]
- 2024 – Illis quorum-medaljen (12:e storleken)[13]

## Privatliv
Ahlenius är dotter till fögderidirektör Stig-Olof Grigholm och Inga Montan. Hon har varit gift med chefredaktören Karl Ahlenius.